# LAPCAT
LAPCAT（英語：Long-Term Advanced Propulsion Concepts and Technologies，一般译作长期先进推进概念与技术），是欧洲进行的一项分两阶段实施的超音速商业飞行研究项目。第一阶段于2005年4月启动，时长36个月，耗资约700万欧元 ，旨在为马赫数为 4-8的高超音速飞行器寻找合适的动力源；第二阶段于2008年10月启动，被称作LAPCAT II，原计划持续4年，后追加半年并于2013年3月结束，耗资1,000万欧元，其目标是完善第一阶段的研究成果，并为未来的5马赫载具订立具体的发展路线图。该项目由欧盟委员会进行注资。